# 日本パーソナルスタイリング振興協会
一般社団法人日本パーソナルスタイリング振興協会（いっぱんしゃだんほうじんパーソナルスタイリングしんこうきょうかい、英: Japan Personal Styling Reconstruction Association、略：JaPPA）は、東京都港区南青山2丁目15番5号FARO青山1階に事務局を置く日本のスタイリスト振興団体である。

## 協会理念
Our missionとして、「世界に誇れる“日本のパーソナルスタイリング”を確立する。」を掲げて協会運営をしている。そのmissionのために大きく3つに分けて目標を定めている。 

## 協会理事
- 代表理事 - しぎはらひろ子　一般社団法人国際ファッションエデュケーション協会　代表理事

- 理事 - 工藤亮子　一般社団法人イメージプロデュース協会　代表理事
- 理事 - 柴田誠　学校法人日本教育財団東京モード学園　校長
- 理事 - 天沼聰　株式会社エアークローゼット　代表取締役社長
- 理事 - 株式会社バンタン
- 理事 - 忠政（木本）晴美 文化服装学院

## 参画団体
- 一般社団法人イメージプロデュース協会
- 一般社団法人国際ファッションエデュケーション協会
- 株式会社エアークローゼット
- 株式会社バンタン
- 滋慶学園グループ
- 文化服装学院
- 学校法人日本教育財団東京モード学園
- 国際スタイリングカウンセラー協会
- 一般社団法人　新パーソナルカラー協会
- 総合学園ヒューマンアカデミー
- 学校法人杉野学園
- JAFCA｜一般社団法人日本流行色協会